# ابن الزملكاني
هو الشيخ كمال الدين محمد بن علي بن عبد الواحد بن عبد الكريم الأنصاري الدمشقي ابن الزملكاني، من شيوخ الشافعية بالشام، انتهت إليه رياسة المذهب تدريسا وإفتاءً ومناظرة.

## مولده
ولد كمال الدين بن الزملكاني ليلة الإثنين ثامن شوال سنة ست وستين وستمائة، وولد في دمشق. تعلَّم في دمشق وتَصَدَّرَ للتدريس والإفتاء وولي نظر الخزانة وبيت المال وكَتَبَ في ديوان الإنشاء ثم ولي القضاء في حلب سنة 724هـ مدة سنتين وطُلِبَ لقضاء مصر فقصدها.

## النسب والقبيلة
قال ابن كثير: شيخنا الإمام العلامة شيخ الإسلام كمال الدين أبو المعالي محمد بن علي الأنصاري السماكي نسبه إلى أبي دجانة الأنصاري سماك بن حرب بن حرشة الأوسي  شيخ الشافعية في زمانه بلا مدافعة المعروف بابن الزملكاني. فقيه، أصولي، صوفي، مناظر، أديب، ناظم، ناثر، نحوي.

## ملامح شخصيته وأخلاقه
كان عاشقًا لطلب العلم، متوقد الذكاء، عالي الهمة في طلب العلم، وأيضا في تعليمه للناس، وكان محبا للجمال ذواقا له، وكان حسن الخط، قال عنه الصفدي: وأما الخط وحسن وضعه: فلا تسأل عن الروض النضير... ولا عن طلعة القمر المنير فإنه كتب على الشيخ نجم الدين ابن البصيص أحسن منه ومن بدر الدين حسن ابن المحدث وخطه وهو أحسن. وقيل لي أنه كان يكتب الكوفي طبقة وكان شكله حسناً ومنظره رائعاً وتجمله في بزته وهيئته غاية وشيبته منورة بنور الإسلام يكاد الورد يلقط من وجنتيه وعقيدته صحيحة متمكنة أشعرية وفضائله عديدة وفواضله ربوعها مشيدة فإنه كان كريم النفس عالي الهمة حشمته وافرة وعبارته حلوة فصيحة ممتعة من رآه أحبه قريب من القلب خفيف على النفس... وكان صاحب صفاء روحي، تميز به، كثير التخيل شديد الاحتراز يتوهم أشياء بعيدة ويبني عليها وتعب بذلك وعودي وحسد وعمل عليه ولطف الله به.. وكان سريع البديهة ((ولقد رأيته في الظاهرية وفي يده القائمة من الحساب وهو يساوق المباشرين على المصروف فيسبقهم إلى الجمع وعقد الجملة ويبقى ساعة ينتظرهم إلى أن يفرغوا فيقول: كم جاء معكم؟ فيقولون: كذا وكذا فيقول: ل؟ فيعيدون الجمع إلى أن يصح. وعلى الجملة فكان غريب المجموع))

## شيوخه
قرأ الفقه على تاج الدين الفزاري والأصول على بهاء الدين بن الزكي والصفي الهندي، والنحو على بدر الدين بن مالك، وجوّد الكتابة على نجم الدين بن البصيص، وحدث عن ابن علان وابن البخاري.

## تصانيفه
- تحقيق الأولى من أهل الرفيق الأعلى.
- رسالة في الرد على الشيخ تقي الدين ابن تيمية في مسألة الطلاق ثلاثا، وفي مسألة زيارة ضريح الأولياء.
- تعليقات على المنهاج للإمام النووي.

وكتاب في التاريخ وغيرها. له شعر رقيق في مدح الرسول ﷺ منه قوله في مطلعها:

## خطه
من المخطوطات المعتمدة في طبعة دار المنهاج بجدة من كتاب الأذكار للنووي مخطوطة كتبت سنة 695 هـ بخط ابن الزملكاني، وهي من مقتنيات مكتبة تشستر بيتي في دبلن عاصمة إيرلندا.

## آراء العلماء فيه
- قال عنه الحافظ ابن كثير في «البداية والنهاية»: شيخ الشافعية بالشام وغيرها انتهت إليه رياسة المذهب تدريسا وإفتاء ومناظرة.
- وقال عنه صلاح الدين الصفدي صاحب «الوافي بالوفيات»: الشمس كمال الدين الزملكاني محمد بن علي بن عبد الواحد الشيخ الإمام العلامة المفتي قاضي القضاة ذو الفنون جمال الإسلام كمال الدين أبو المعالي ابن الزملكاني الأنصاري السماكي الدمشقي كبير الشافعية في عصرة والفضلاء في دهره.

## وفاته
توفي في سحر يوم الأربعاء سادس عشر شهر رمضان سنة 727 هـ بمدينة بلبيس، وحمل إلى القاهرة ودفن بالقرافة ليلة الخميس جوار قبر الشافعي.

## موقف قبل الوفاة
قال الصفدي: وحكى لي القاضي شهاب الدين ابن فضل الله، عن ولده تقي الدين أن والده الشيخ كمال الدين قال له: يا ولدي والله أنا ميت وما أتولى لا مصر ولا دمشق وما بقى بعد حلب ولاية أخرى لأنه في الوقت الفلاني حضر إلى الجامع فلان الصالح فترددت إليه وخدمته وطلبت منه التسليك فأمرني بالصوم مدة ثم أمرني بصيام ثلاثة أيام - أظنه قال - افطر فيها على الماء واللبان الذكر وكان آخر ليلة من الثلاث ليلة النصف من شعبان فقال لي: الليلة تجيء إلى الجامع تتفرج أو تخلو بنفسك فقلت: أخلو بنفسي فقال: جيد ولا تزال تصلي إلى أن أجيء إليك قال: فخلوت بنفسي أصلي كما وقفني ساعة جيدة فلما كنت في الصلاة إذا به قد أقبل فلم أبطل الصلاة ثم أنني خيل لي قبة عظيمة بين السماء والأرض وظاهرها معارج ومراقي والناس يصعدون فيها من الأرض إلى السماء فصعدت معهم فكنت أرى على كل مرقاة مكتوباً نظرالخزانة وعلى أخرى وأخرى وأخرى وكالة بيت المال التوقيع المدرسة الفلانية قضاء حلب فلما وصلت إلى هذه المرقاة استفقت من تلك الحالة ورجعت إلى حسي وبت ليلتي فلما اجتمعت بالشيخ قال: كيف كانت ليلتك؟ جئت إليك وما قصرت لأنك ما اشتغلت بي والقبة التي رايتها هي الدنيا والمراقي هي المراتب والوظائف والأرزاق وهذا الذي رأيتها كله تناله والله يا عبد الرحمن وكل شيء رأيته قد نلته وكان آخر الكل قضاء حلب وقد قرب الأجل أو كما قال.